# Łysa Polana

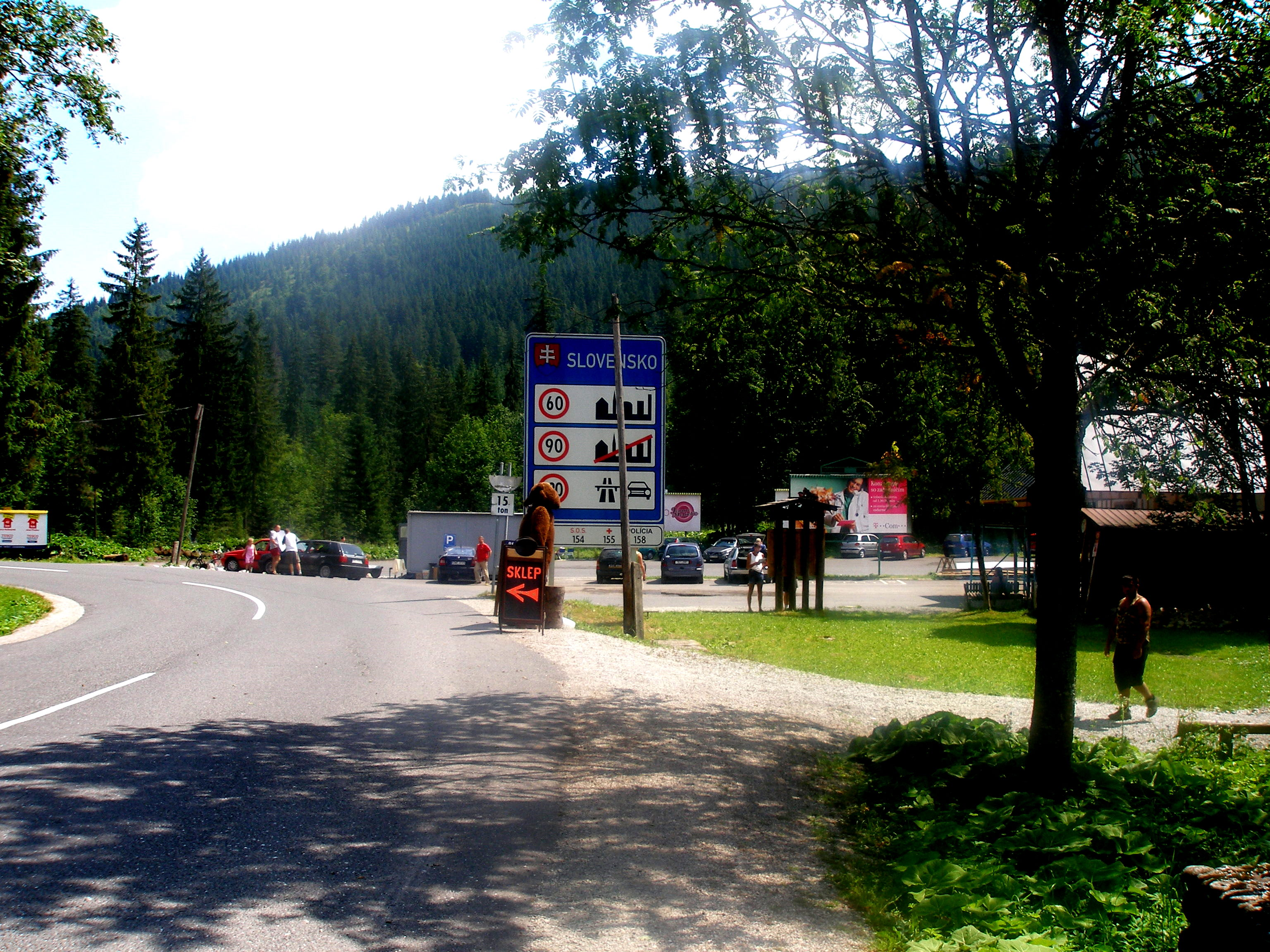
Intrarea în Slovacia pe la Łysa Polana, vedere de pe podul peste Białka.

Łysa Polana (în slovacă Lysá Poľana) este o răscruce de trasee turistice din Munții Tatra, locul unui punct de trecere a frontierei între Polonia și Slovacia pe o șosea turistică, închisă autocamioanelor și tirurilor. De aici pornește drumul ce duce spre Morskie Oko, unul dintre cele mai cunoscute lacuri glaciare din Carpați. Poiana este traversată de pârâul Białka, ce formează frontiera dintre cele două țări în acea zonă. Cele mai apropiate localități de acest punct sunt Bukowina Tatrzańska din Polonia și Tatranská Javorina din Slovacia, dar drumul ce trece prin el duce spre două importante stațiuni turistice montane din cele două țări: Zakopane, respectiv Ždiar.